# Wilhelm Holmqvist
Pour les articles homonymes, voir Holmqvist.
Wilhelm Holmqvist est un archéologue et historien de l'art suédois né le 6 avril 1905 à Ljusdal, dans le Hälsingland, et mort le 9 août 1989 à Stockholm.
Élève de Nils Åberg (sv) à l'université de Stockholm, il soutient sa thèse, Kunstprobleme der Merowingerzeit (« Problèmes de l'art de la période mérovingienne »), en 1939. Il enseigne à l'université de Stockholm de 1940 à 1956 et dirige également le département de l'âge du fer du musée historique de Stockholm de 1953 à 1971.
Il dirige notamment les fouilles effectuées sur l'île de Helgö entre 1954 et 1975.